# Аборты в Абхазии
Аборты в Республике Абхазия запрещены. Исключение составляют случаи антенатальной (внутриутробной) гибели плода.
Частично признанная Республика Абхазия — единственная страна бывшего СССР, запретившая аборты.

## Общие сведения
Частично признанная Республика Абхазия расположена к югу от Главного Кавказского хребта, на северо-восточном побережье Чёрного моря. Во время распада СССР Абхазия, тогдашняя Абхазская АССР, входила в состав Грузии, тогдашней Грузинской ССР. Грузинская ССР, в свою очередь, была одной из 15 республик, составлявших Советский Союз. Грузино-абхазский конфликт и его военная фаза привели к тому, что к сентябрю 1993 года Грузия утратила контроль практически над всей территорией Абхазии, а в августе 2008 года (после войны в Грузии) Россия признала самостоятельность Абхазии. 
Независимость Республики Абхазия, помимо России, признали ещё 3 члена ООН: Венесуэла, Никарагуа, Науру. В документах ООН Абхазия рассматривается как территория Грузии, Грузией рассматривается как оккупированная Россией территория. 

### Статистические данные
Согласно доступным данным, население Абхазии составляет примерно 250 тысяч человек.
При этом за период с 1994 года в Абхазии родились 47 177 человек, зарегистрировано 11 903 аборта.
За 2015 год в стране зарегистрировано 835 абортов, из них лишь 17 — по медицинским показаниям.

## Запрет абортов
22 декабря 2015 года парламент частично признанной Республики Абхазия принял законопроект о запрете абортов под угрозой уголовного преследования (26 голосов «за» при 2 голосах «против»). Основным аргументом сторонников запрета оказался демографический — малочисленность населения Абхазии.
9 февраля 2016 года Рауль Хаджимба, президент Абхазии, подписал закон, вводящий запрет на аборты. Он же 31 марта 2016 года подписал закон о внесении изменений в Конституцию Абхазии, закрепляющий этот запрет на уровне основного закона. Власти планируют дополнить эту меру финансовой поддержкой рождаемости. В числе иных мер предусмотрены центры кризисной беременности, а также размещение информации об опасности абортов.
Центры кризисной беременности с участием психолога и представителей религиозных организаций государство предполагает создать при каждом родильном доме.
При этом интересно, что, как сообщил Леонид Севастьянов, исполнительный директор Фонда святителя Григория Богослова (учредитель — митрополит Волоколамский Иларион), эта организация вела

…правозащитную деятельность на территории Абхазии с тем, чтобы руководство республики увидело необходимость запрета абортов, защиты права ребёнка на рождение.

### Формулировки
Внесённая в главу 2 статья 131 Конституции Республики Абхазия гласит:

Республика Абхазия признаёт ценность и неприкосновенность семейной жизни, принимает меры по защите и укреплению семьи как основного и независимого института.
Государство в равной степени защищает жизнь матери и нерождённого ребёнка.
Часть 5 статьи 40 Закона Республики Абхазия «О здравоохранении» гласит:

Государство признаёт право на жизнь нерождённого ребёнка с момента зачатия и запрещает искусственное прерывание беременности. 
Принимая во внимание равное право на жизнь матери и ребёнка, государство защищает и отстаивает это право.
Часть 6 той же статьи предусматривает:
- уголовную ответственность за аборт, исключая случаи внутриутробной смерти плода (согласно пункту 1);
- распространение информации об опасности абортов (согласно пункту 3);
- создание центров кризисной беременности при каждом родильном доме (согласно пункту 4);
- распространение информации о религиозных и общественных организация, занимающихся профилактикой абортов (согласно пункту 5);
- запрет на проведение клинических испытаний на человеческих эмбрионах (согласно пункту 6).

## Реакция, последствия и перспективы

### Позитивные отклики
Представители церковных кругов позитивно расценивают введение в Абхазии запрета на аборты.
Более того, исполнительный директор Фонда святителя Григория Богослова Леонид Севастьянов выразил надежду, что абхазский прецедент станет примером для российских регионов, и с явной симпатией отозвался на то, что абхазский почин нашёл отклик на территории Чечни и Татарстана, где «рассматривается возможность также запретить аборты».

### Критика
Законопроект о запрете абортов в Абхазии подвергался критике ещё до принятия, получив отрицательное заключение от абхазского Минздрава.
Вслед за его принятием парламентом Абхазии отдельные комментаторы (например, в «Московском комсомольце») выразили своё негативное отношение отсылкой к средневековью и сопоставлением Абхазии с Гондурасом и Папуа-Новой Гвинеей.
Некоторые представители абхазского правозащитного движения рассматривают принятие закона о запрете абортов  как нарушение фундаментальных прав человека.
Наконец, критике подвергаются как вовлечённость в принятие закона Фонда святителя Григория Богослова, так и в целом поддержка антиабортного движения со стороны Русской православной церкви.

### Практические последствия
Министерство здравоохранения Республики Абхазия после вступления в силу запрета не зарегистрировало в республике ни одного аборта.
Несмотря на запрет, абхазские женщины не перестали обращаться по поводу абортов в медицинские учреждения, но статистика таких обращений не ведётся.

### Возможные перспективы
Некоторые зарубежные комментаторы считают, что Абхазия, тесно связанная с Россией, в принципе способна стать своего рода примером, призванным продемонстрировать последней результативность запрета с точки зрения увеличения рождаемости. Они полагают, кроме того, что запрет на аборты способен пройти через законодательный орган Чечни, но считают неясным последствия принятия такого закона. Однако вполне понятно, что правовой конфликт будет в таком случае неизбежен, поскольку российское федеральное законодательство разрешает аборты.

## Аналоги
Право на жизнь с момента зачатия, или право на жизнь нерождённого, закреплено в Конституции Ирландии и Конституции Венгрии.